# 大口郵便局
大口郵便局
- （おおくちゆうびんきょく） - 鹿児島県伊佐市にある郵便局。本記事にて記述する。
- （おおぐちゆうびんきょく） - 愛知県丹羽郡大口町にある郵便局。局番号は21405。

大口郵便局（おおくちゆうびんきょく）は鹿児島県伊佐市にある郵便局。民営化前の分類では集配普通郵便局であった。

## 概要
住所：〒895-2599 鹿児島県伊佐市大口元町11-1
民営化直前の集配業務再編において、多くの集配普通郵便局は統括センターとなったが、当局は配達センターとされたため、民営化後も郵便事業株式会社の支店は併設されず、集配センターが併設された。

## 沿革
- 1873年（明治6年）3月1日 - 大口郵便取扱所として開設[1]。
- 1875年（明治8年）1月1日 - 大口郵便局（五等）となる。
- 1885年（明治18年）5月1日 - 貯金取扱を開始。
- 1888年（明治21年）9月16日 - 為替取扱を開始。
- 1897年（明治30年）3月21日 - 大口郵便電信局となる。
- 1903年（明治36年）4月1日 - 通信官署官制の施行に伴い大口郵便局となる。
- 1952年（昭和27年）2月1日 - 電気通信業務の取扱を、新設の大口電報電話局に移管[2]。
- 1962年（昭和37年）3月1日 - 特定郵便局から普通郵便局に局種別改定[3]。同日、羽月郵便局から集配業務を移管[4]。
- 2000年（平成12年）8月14日 - 外国通貨の両替および旅行小切手の売買に関する業務取扱を開始。
- 2007年（平成19年）10月1日 - 民営化に伴い、併設された郵便事業加治木支店大口集配センターに一部業務を移管。
- 2012年（平成24年）10月1日 - 日本郵便株式会社発足に伴い、郵便事業加治木支店大口集配センターを大口郵便局に統合。
- 2015年（平成27年）8月23日 - 西太良郵便局から「895-24xx」区域の集配業務を移管。

## 取扱内容
- 郵便、印紙、ゆうパック、内容証明
- 貯金、為替、振替、振込、国際送金、国債、投資信託
- 生命保険、バイク自賠責保険
- ゆうちょ銀行ATM
- 「895-25xx」「895-24xx」区域（伊佐市（旧大口市域の一部））の集配業務

## 周辺
- 伊佐市役所
- 伊佐警察署
- 伊佐市立大口小学校
- 国道267号
- 国道268号
- 羽月川（川内川の支流）

## アクセス
- 南国交通バス 仲町停留所および元町停留所下車
- 九州自動車道 栗野ICから北西へ約18km
- 駐車場あり：15台